# Cine Alarcón
El Cine Alarcón fou una sala de cinema de Barcelona situada al carrer dels Escudellers, 6 de Barcelona (vegeu Casa Ramon de Càrcer).

## Història
Es va inaugurar el 20 de novembre de 1946 amb una capacitat de 970 localitats i la direcció anava a càrrec de Manuel Torres Valero. La primera projecció va ser Una nación en llamas. Durant un temps oferia pel·lícules juntament amb una pel·lícula complement i el NO-DO a un preu mòdic.
El febrer de 1947, van començar a organitzar-se espectacles de varietats després de les projeccions. Aquests duraven fins a altes hores de la matinada. Tot i que pel que realment va destacar la sala, va ser pel programa doble de reestrena. Va ser un dels cinemes que repartia programes de mà.
L'abril de 1959 va encarregar-se del local la Immobiliària América. Al llarg dels anys 1960, la sala ja no oferia varietats i tampoc es caracteritzava per la higiene, i és que va començar a ser freqüentada per professionals del sexe ràpid. Va tancar les portes el juny de 1974.
El 2015, la Filmoteca de Catalunya va dur a terme un projecte de transcripció dels cartells del Cine Alarcón a través de la plataforma Transcriu-me!!. Va consistir en una crida a la col·laboració ciutadana que va tenir una gran acollida, ja que en una setmana s'havien transcrit totes les cartelleres. Actualment es troben disponibles al Repositori Digital de la Filmoteca.